# 輪椅坡道

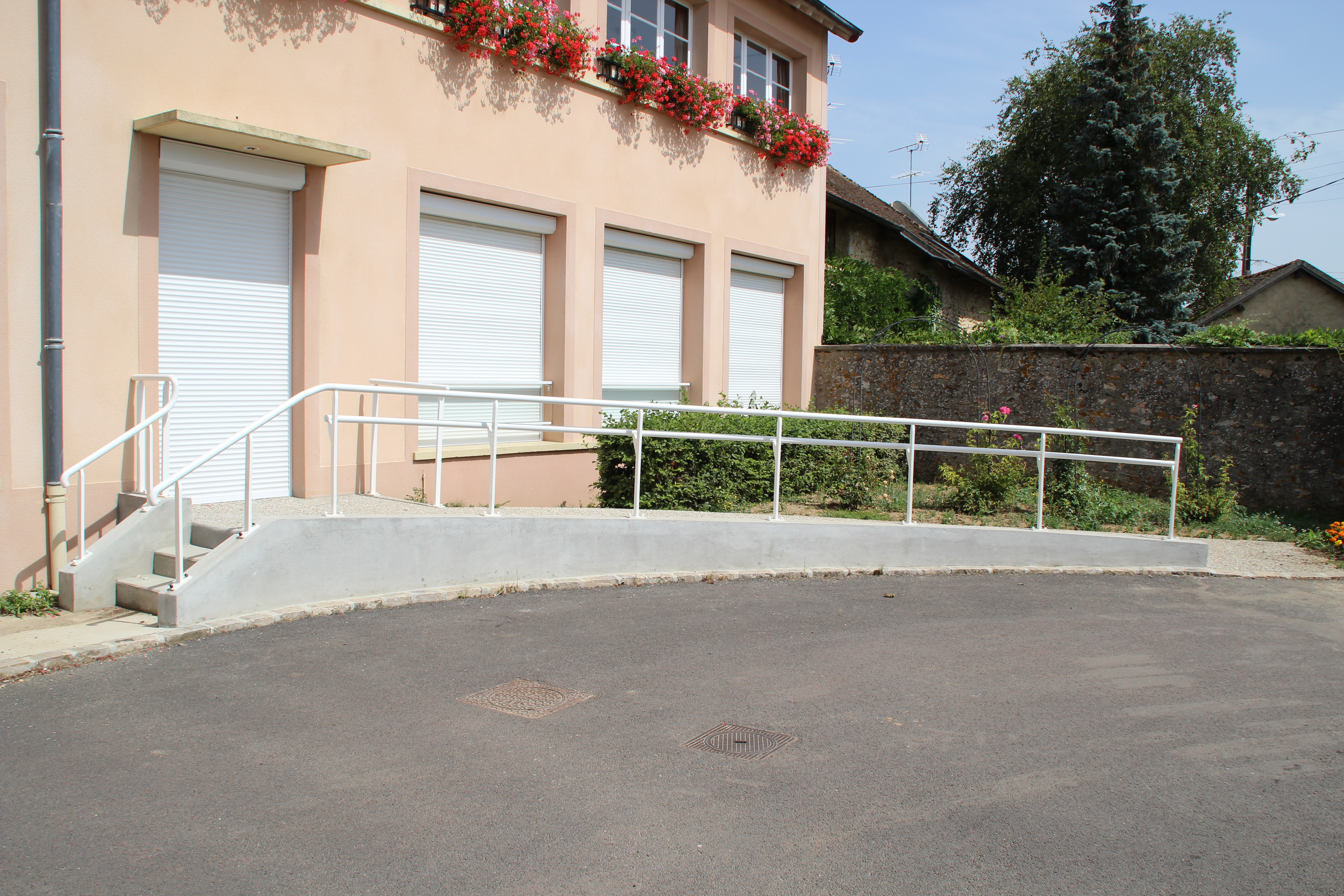
混凝土輪椅斜坡道

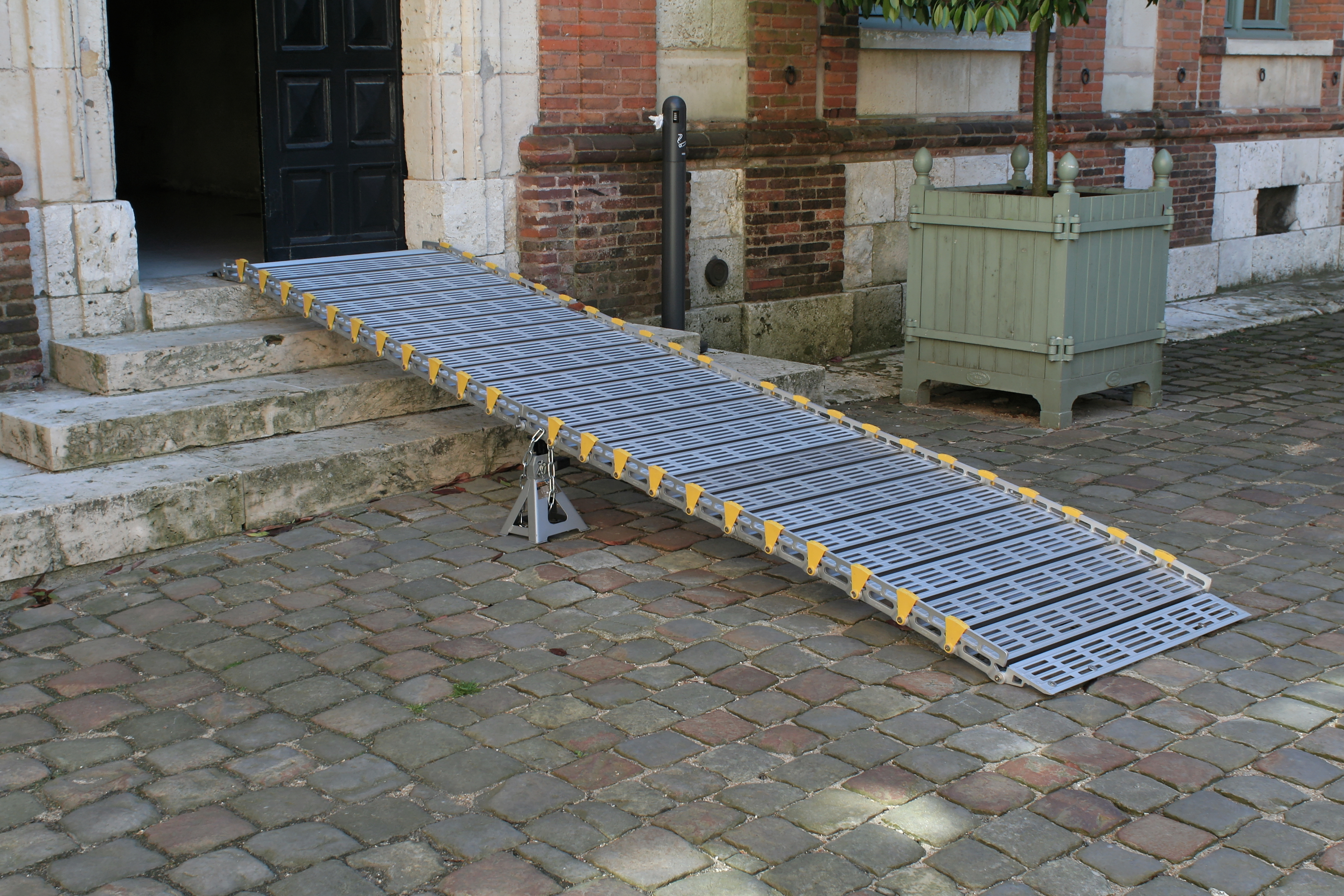
便携式輪椅斜坡道

輪椅坡道是安裝在樓梯之外或代替樓梯的斜面。坡道允許輪椅使用者以及推嬰兒車、手推車或其他帶輪的機器更容易地進入建築物或在不同高度的區域之間。無障礙坡道可能早於輪椅，並在古希臘發現。現在通常稱之為無障礙通道。 